# Jack Rummel
Jack Thomas Rummel (* 17. August 1939 in Tacoma, Washington; † 10. März 2025) war ein US-amerikanischer Ragtimemusiker (Piano, Komposition), der auch als Hörfunkmoderator und Musikkritiker tätig war. Sein bekanntestes Werk ist der Rag Lone Jack to Knob Noster.

## Leben und Wirken
Rummel praktizierte nach einem Zahnmedizinstudium in Puget Sound und Oregon als Zahnarzt und leitete bis 2002 seine eigene Praxis. Seine Liebe zum Ragtime begann mit zwölf Jahren, als er Joe „Fingers“ Carr hörte und er sich daraufhin dem Klavier zuwendete. Er nahm Unterricht bei einem lokalen Bandleader in Tacoma, der ihm zeigte, wie man Ragtime spielt und ihm die ersten drei Ragtime-Stücke beibrachte. Unter dem Eindruck von Joshua Rifkins Album mit Werken von Scott Joplin begann er 1971, das Genre zu studieren und entsprechende Stücke zu komponieren. 
Er schuf mehr als 20 eigene Ragtime-Stücke, die in drei Bänden veröffentlicht wurden. Einige seiner Stücke wurden als Notenrolle aufgenommen; einige wie Augusta wurden regelmäßig von anderen Künstlern gespielt. Lone Jack to Knob Noster ist wohl sein bekanntestes Werk. Titel wie sein Portrait of a Silver Lady sind noch immer auf Festivals zu hören. 2022 schrieb Brandon Byrne in seiner Kolumne Ragtime Vignettes der Syncopated Times: „Jack Rummel ist mein Lieblingskomponist für Ragtime. Seine vom Folk-Ragtime und Bluegrass beeinflussten Kompositionen bereiten mir jedes Mal Freude, wenn ich sie spiele.“
Rummel veröffentlichte 1985 das Album Back to Ragtime bei Stomp Off Records und in den 1990er Jahren zwei weitere Alben bei Diagonal Records, Lone Jack: The Ragtime of Today und Brun’s Boys. Auf seinen drei Alben präsentierte er neben seinen eigenen Kompositionen auch die seiner Zeitgenossen. Im Bereich des Jazz war er laut Tom Lord zwischen 1984 und 2015 an vier Aufnahmesessions beteiligt. Rummel spielte zudem Banjo in zwei Bluegrass-Bands.
1980 begründete er beim freien Radiosender KGNU in Denver die wöchentliche Sendung Ragtime America, die Hörer im Raum Denver mit Ragtime bekannt machte und die er 44 Jahre lang moderierte. Die Sendung war fester Bestandteil des Senders, bis sie mit seinem Ausscheiden im März 2024 eingestellt wurde. Zeitweise moderierte er auch eine Sendung mit Bluegrass-Musik. Ab 1978 rezensierte Rummel zudem Alben für die Rag Times. Bis zum Herbst 2019 schrieb er weiterhin Besprechungen zu Ragtime-Alben für andere Publikationen, darunter auch eine Webseite.
Für die Syncopated Times gilt Rummel als eine entscheidende Figur in der Ragtime-Szene, vom großen Revival der 1970er-Jahre bis heute. Er gründete und koproduzierte außerdem das Rocky Mountain Ragtime Festival und war von 1992 bis 2005 dessen Präsident. Er wirkte als Moderator bei anderen Festivals, nahm am Scott Joplin Festival teil und erhielt 2005 dessen Lifetime Achievement Award.
Rummel starb im März 2025 im Alter von 85 Jahren.

## Diskographische Hinweise
- Back to Ragtime (Stomp Off, 1985) solo
- Brun's Boys: The Return of Brun Campbell and His Followers (Diagonal, 1992), mit Parke Frankenfield, Paul Hubbell, Bobby Levine, Werner Lutz, Ed Metz, Sr., Arlan Diefenderfer, Lou Mauro
- Lone Jack: The Ragtime of Today (Diagonal)